# 蟹江一忠
蟹江 一忠（かにえ いちただ、1926年7月24日 - 1984年5月9日）は日本の実業家。愛知県知多郡荒尾村（現・東海市）出身。カゴメ株式会社代表取締役社長。
カゴメ創業者蟹江一太郎は養父。

## 経歴
1926年に愛知県知多郡荒尾村（現・東海市）に生まれ、1950年に愛知大学法経学部経済科を卒業した。蟹江一族が経営する愛知トマト株式会社（現・カゴメ株式会社）に入社。1962年に第2代カゴメ社長に就任し、蟹江英吉に椅子を譲る1982年まで社長を務めた。
明治期にトマト栽培とその加工技術で名を挙げたカゴメ創業者の蟹江一太郎は、その後もトマトケチャップ、ウスターソース、トマトジュース等を相次いで開発販売し、カゴメを日本有数の食品メーカーに育て上げていった。そのような確固たる基盤の上で経営者になった一忠は、その後も順調に業績を伸ばしていったが、1970年代後半に勃発した「赤いジュース戦争」に巻き込まれることになった。それまでのトマトジュース販売シェアは、カゴメとデルモンテ（キッコーマン）の2社寡占状態であったが、この時期になってキユーピー、全農、日本コカコーラ、キリン、明治乳業などの飲料・食品大手が相次いでトマトジュース販売に参戦。販売競争が激化し、カゴメは1978年を境に大きく業績を下げることになった。
蟹江は「確かに守勢の立場にいるが、これまでの伝統と実績から言ってもそう負けることはない」とトマト加工食品のパイオニア、価格・品質のリーダーとしての自負心と気迫をのぞかせていたが、結果的に過剰生産、販売競争激化は大量の在庫を生み、業績は悪化の一途を辿ることになった。そしてこれを受けた1982年、人事を刷新して第4代蟹江英吉社長に経営の立て直しを委ねることになった。
1984年に死去した。1986年には伏見屋書店から蟹江淑子が記した『トマトにかけた青春 蟹江一忠を偲ぶ』が出版されている。蟹江は地元の東海市に農業関係図書の充実を希望して寄付を行った。1977年に開館した東海市立中央図書館には蟹江の寄付金によって収集された約1,200冊の農業関係書（蟹江一忠文庫）があり、一部を除き館外貸出が行われている。